# Vitor Roque
Vitor Hugo Roque Ferreira (Timóteo, Minas Gerais, 28 de febrero de 2005) es un futbolista brasileño que juega de delantero en el S. E. Palmeiras del Campeonato Brasileño de Serie A.

## Trayectoria
Nacido en Timóteo, Minas Gerais, Vitor Roque se incorporó a la cantera del América Mineiro a los diez años y quedó impresionado con las categorías inferiores del equipo en 2018.

### Cruzeiro
En marzo de 2019 firmó un contrato juvenil con Cruzeiro, que llevó al América a demandar a su nuevo club en el Departamento de Trabajo del Estado; ambos clubes llegaron a un acuerdo recién en mayo, reteniendo el Cruzeiro el 65% los derechos económicos del jugador, quedando América con el otro 35%.
El 25 de mayo de 2021, Vitor Roque firmó su primer contrato profesional con Cruzeiro. Hizo su debut profesional el 12 de octubre; después de entrar como suplente en la segunda mitad de Bruno José en un empate 0-0 Série B contra el Botafogo, jugó durante 18 minutos antes de ser reemplazado por Keké, con el entrenador Vanderlei Luxemburgo diciendo que era "incapaz de mantener el ritmo" pero también "elogiando su debut".
Ya formando parte del primer equipo para la temporada 2022, Vitor Roque anotó su primer gol el 20 de febrero de ese año, anotando el primero del club en un empate 2-2 Campeonato Mineiro en casa contra el Villa Nova. Tres días después, marcó un doblete en un 5-0 derrotando fuera de casa al Sergipe en la Copa do Brasil.

### Athletico Paranaense
El 12 de abril de 2022, Vitor Roque se unió al Athletico Paranaense, donde firmó un contrato de cinco años. Luego se convirtió en la mayor transferencia del club. Jugó su primer partido con sus nuevos colores el 17 de abril de 2022, descubriendo la primera división brasileña al mismo tiempo, contra el Atlético Mineiro. Entró al juego en lugar de Luis Manuel Orejuela y su equipo perdió por un gol a cero.

### F. C. Barcelona
El 12 de julio de 2023, el F. C. Barcelona desembolso 30 millones de euros e hizo oficial el fichaje de Vitor Roque para la temporada 2023-24. En el contrato se contemplan otros 30 millones en variables que el FC Barcelona debería abonar si se van cumpliendo. Debutó el 4 de enero de 2024 contra Las Palmas. El 31 de enero marcó su primer gol en la victoria 1-0 sobre C. A. Osasuna por Liga.Días después marcó su segundo gol en la victoria 1-3 sobre el Deportivo Alavés, en dicho encuentro también se fue expulsado.
Además, el F. C. Barcelona se hizo cargo de 10 millones de impuestos que debió pagar a la Hacienda española.

### Real Betis Balompié
En busca de los minutos de los que no disfrutó en la que fue la última temporada de Xavi Hernández al frente del conjunto azulgrana, Roque fue cedido al Real Betis Balompié durante una temporada con opción a una más y guardándose el equipo hispalense unos derechos económicos sobre una posible venta futura del jugador.

## Estilo de juego
Futbolísticamente, se trata de un delantero centro de formación, pero sus 1,74 metros de pura movilidad le permiten poder caer a ambos lados si así lo requiere el partido. Destaca por su capacidad de asociación, la velocidad de movimientos y de arranque, por su buena relación con el gol y por saber controlar el balón.[cita requerida]

## Estadísticas

### Clubes
Actualizado al último partido disputado el 17 de agosto de 2025.
| Club                          | Div.          | Temporada     | Liga  | Liga  | Liga   | Estatal | Estatal | Estatal | Copas nacionales | Copas nacionales | Copas nacionales | Copas internacionales | Copas internacionales | Copas internacionales | Total | Total | Total  |
| Club                          | Div.          | Temporada     | Part. | Goles | Asist. | Part.   | Goles   | Asist.  | Part.            | Goles            | Asist.           | Part.                 | Goles                 | Asist.                | Part. | Goles | Asist. |
| ----------------------------- | ------------- | ------------- | ----- | ----- | ------ | ------- | ------- | ------- | ---------------- | ---------------- | ---------------- | --------------------- | --------------------- | --------------------- | ----- | ----- | ------ |
| Cruzeiro E. C. · Brasil       | 2.ª           | 2021          | 5     | 0     | 0      | 0       | 0       | 0       | 0                | 0                | 0                | —                     | —                     | —                     | 5     | 0     | 0      |
| Cruzeiro E. C. · Brasil       | 2.ª           | 2022          | 1     | 0     | 0      | 8       | 3       | 1       | 2                | 3                | 0                | —                     | —                     | —                     | 11    | 6     | 1      |
| Cruzeiro E. C. · Brasil       | Total club    | Total club    | 6     | 0     | 0      | 8       | 3       | 1       | 2                | 3                | 0                | 0                     | 0                     | 0                     | 16    | 6     | 1      |
| Athletico Paranaense · Brasil | 1.ª           | 2022          | 29    | 5     | 1      | 0       | 0       | 0       | 0                | 0                | 0                | 7                     | 2                     | 2                     | 36    | 7     | 3      |
| Athletico Paranaense · Brasil | 1.ª           | 2023          | 25    | 12    | 3      | 6       | 4       | 2       | 6                | 1                | 2                | 8                     | 4                     | 1                     | 45    | 21    | 8      |
| Athletico Paranaense · Brasil | Total club    | Total club    | 54    | 17    | 4      | 6       | 4       | 2       | 6                | 1                | 2                | 15                    | 6                     | 3                     | 81    | 28    | 11     |
| F. C. Barcelona · España      | 1.ª           | 2023-24       | 14    | 2     | 0      | —       | —       | —       | 2                | 0                | 0                | 0                     | 0                     | 0                     | 16    | 2     | 0      |
| F. C. Barcelona · España      | Total club    | Total club    | 14    | 2     | 0      | 0       | 0       | 0       | 2                | 0                | 0                | 0                     | 0                     | 0                     | 16    | 2     | 0      |
| Real Betis Balompié · España  | 1.ª           | 2024-25       | 22    | 4     | 2      | —       | —       | —       | 4                | 3                | 0                | 7                     | 0                     | 0                     | 33    | 7     | 2      |
| Real Betis Balompié · España  | Total club    | Total club    | 22    | 4     | 2      | 0       | 0       | 0       | 4                | 3                | 0                | 7                     | 0                     | 0                     | 33    | 7     | 2      |
| S. E. Palmeiras · Brasil      | 1.ª           | 2025          | 17    | 4     | 1      | 3       | 0       | 0       | 4                | 0                | 0                | 10                    | 2                     | 1                     | 34    | 6     | 2      |
| S. E. Palmeiras · Brasil      | Total club    | Total club    | 17    | 4     | 1      | 3       | 0       | 0       | 4                | 0                | 0                | 10                    | 2                     | 1                     | 34    | 6     | 2      |
| Total carrera                 | Total carrera | Total carrera | 113   | 27    | 7      | 17      | 7       | 3       | 18               | 7                | 2                | 32                    | 8                     | 4                     | 180   | 49    | 16     |

## Palmarés

### Campeonatos regionales
| Título                | Club                | Estado | Año  |
| --------------------- | ------------------- | ------ | ---- |
| Campeonato Paranaense | Atlético Paranaense | Paraná | 2023 |

### Campeonatos internacionales
| Título              | Club          | País     | Año  |
| ------------------- | ------------- | -------- | ---- |
| Sudamericano Sub-20 | Brasil sub-20 | Colombia | 2023 |